# Пель, Александр Васильевич
Александр Васильевич Пель (нем. Alexander Wilhelm Poehl; 1850, Санкт-Петербург—1908, Берлин) — русский химик, фармаколог, педагог.

## Биография
Родился 27 февраля (11 марта) 1850 года в Санкт-Петербурге, в семье выходца из Бранденбурга Василия Васильевича (Вильгельма-Эренфрида) Пеля, который владел аптекой и медицинской лабораторией в столице Российской империи на Васильевском острове, что и предопределило в дальнейшем судьбу юного Александра.
Среднее образование получал в гимназии Видемана (1859—1866) и петербургском реформатском училище (1866—1869). Затем поступил в Императорскую Медико-хирургическую академию, где в 1872 году сдал экзамен на провизора. В 1873 году получил звание магистра фармации, защитив диссертацию «Систематический ход анализа пшеничного и ржаного зерна и муки». С 18 октября 1873 года состоял на службе, но продолжил образование за границей — занимался химией в Лейпциге и Гисене; в Гисенском университете в 1876 году он получил звание доктора философии, представив диссертацию «Anwendung optischer Hilfsmittel bei der gerichtlich-chemischen Ermittelung von Pflanzengiften».
В 1880 году сдал экзамен на магистра химии на физико-математическом факультете Дерптского университета и защитил магистерскую диссертацию «Фармакогностическое и химическое исследование листьев Pilocarpus officinalis». В 1882 году был удостоен звания доктора химии, защитив диссертацию «О нахождении и образовании пептона вне пищеварительного аппарата и об обратном превращении пептона в белок».
Состоя с 1878 по 1892 год совещательным членом медицинского совета, А. В. Пель проводил судебно-химические исследования.
В 1877 году Александр Васильевич Пель получил звание приват-доцента императорской Военно-медицинской академии по фармации, а в 1886 году был удостоен звания почётного профессора медицинской химии при Императорском клиническом институте вел. кн. Елены Павловны (ныне Санкт-Петербургская медицинская академия последипломного образования). В 1883 году был награждён орденом Св. Владимира 4-й степени и в 1884 году был возведён в российское дворянство.
Был членом Специального бюро учёного комитета Министерства земледелия и государственных имуществ, почётным попечителем 2-й Санкт-Петербургской гимназии.
Умер в Берлине. Похоронен был в Петербурге, на Волковском лютеранском кладбище. Петербургский некрополь указывает дату смерти — 30 августа 1908 года; в метрической книге дата смерти — 26 августа (8 сентября) 1908 года.

## Научная деятельность
Научные работы Пеля затрагивают главным образом фармацию, аналитическую химию и медицинскую химию.
Среди его работ по фармации можно выделить: об атропине (1877), датурине (1877), об алкалоидах калабарского боба (1878), исследования эйкалиптусов (1877), пилокарпуса (Pilocarpus officinalis, 1880) и другие.
Новые методы, соответствующие современным требованиям медицины, были предложены Пелем в его работах: «Рациональные способы приготовления галеновых препаратов» (1889) и «Асептика и антисептика при приготовлении врачебных средств» (1887). Эти исследования напечатаны в «Фармацевтическом журнале», во «Враче» и в «Практической медицине».
Пятитомное «Руководство к фармацевтической и медико-химической практике» Гагера, изданное А. В. Пелем в русском переводе совместно с профессором В. К. Анрепом и доктором Н. П. Ивановым, почти наполовину увеличено статьями и примечаниями Пеля.
К аналитической химии относятся исследования по вопросам судебной химии: «Применение оптических методов исследования для судебно-химического определения растительных ядов» (1876), «О птомаинах и значение их в судебной химии» (1884), «Химические исследования по вопросам о гниении ржаной муки и о действии спорыньи для разъяснения явлений эрготизма» (1883), «Химические и бактериологические исследования по вопросам водоснабжения и фильтрования воды» (1884—87). К аналитической химии относится также длинный ряд анализов минеральных, речных и прочих вод европейской и азиатской России.
К медицинской химии принадлежат, прежде всего, работы по уросемиотике, «Анализ мочи и значение его для распознавания болезней», лекции, читанные врачам в 1895—1896 годах в Императорском клиническом институте, «О свойстве мочи сифилитиков» (1887), «О холестерине в моче» (1877) и т. д. Следует также отметить работы Пеля «О нахождении и образовании пептона вне пищеварительного аппарата…» (1882) и «Ueber einige biologisch-chemische Eigenschaften der Mikroorganismen im Allgemeinen und über die Bildung der Ptomaine durch die Cholerabacillen im Speciellen» (1886).

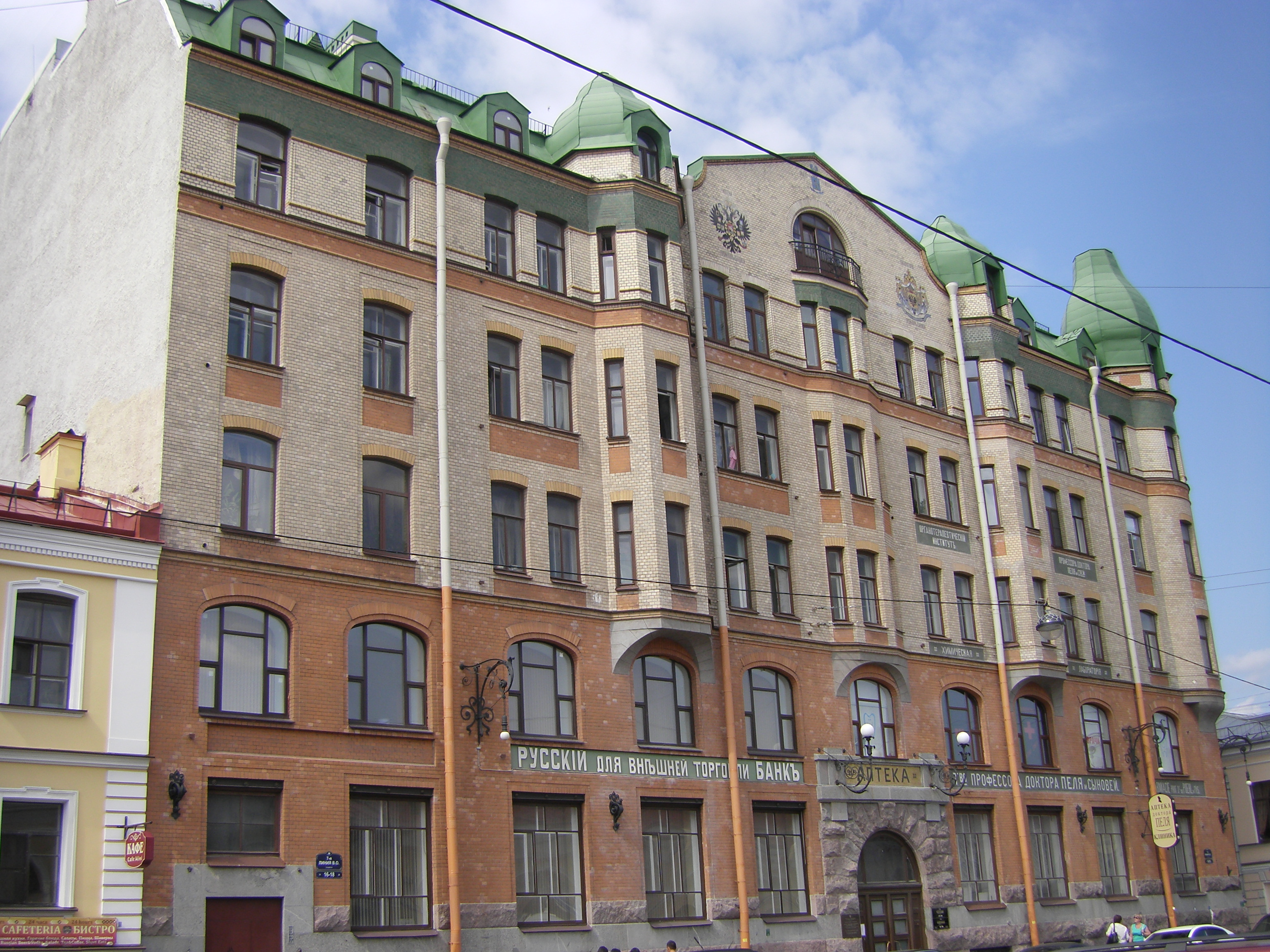
Здание аптеки Пеля и сыновей в Санкт-Петербурге

Пель напечатал более пятидесяти исследований, касающихся вопросов органотерапии; сюда относятся, прежде всего, работы о спермине, впервые добытом автором в чистом виде. Сообщение в императорской Академии наук «Химическое разъяснение физиологического действия спермина» (1892), три сообщения в Парижской медицинской академии: «Action physiologique de la Spermine. Interprétation de ses effets sur l’organisme» (1892), «Du rôle de la Spermine dans les oxydations ultra-organiques» (1892), «Influence de l’alcalinité du sang sur les processus d’oxydation intraorganique, provoqués par la Spermine» (1892), «Die Einwirkung des Spermins auf d. Stoffumsatz bei Autointoxicationen im Allgemeinen…» (1894), «Zur physiologischen Chemie der Gewebssafttherapie im Allgemeinen u. der Spermin-therapie im Speciellen» (1895).
Пель занимался и вопросами теории иммунитета и иммунизации с биолого-химической точки зрения (1894). Работы по медицинской химии напечатаны во «Враче», «Berliner Klinische Wochenschrift», «Deutsche medicinische Wochenschrift», «Zeitschrift für Klinische Medicin», «Tribune Medicale» и главным образом в «Журнале медицинской химии и фармации», издаваемом и редактируемом самим Пелем с 1892 года.
По просьбе купца 2-й гильдии Якова Грачёва Пель исследовал и дал положительное заключение о достоинствах собственного «искусственного масла».
Был редактором-издателем периодического издания «Журнал медицинской химии и органотерапии».

## Награды
российские
- орден Св. Станислава 3-й ст.
- орден Св. Анны 3-й ст.
- орден Св. Станислава 2-й ст. (1882)
- орден Св. Владимира 4-й ст. (1883)
- орден Св. Анны 2-й ст. (1886)
- орден Св. Владимира 3-й ст. (1888)

иностранные
- бельгийский орден Леопольда, офицерский крест (1907)
- французский орден Почётного легиона, офицерский крест (1907)

## Семья
Женился на Аделаиде Львовне Брейтфус (1852—1931). Их дети:
- Рудольф (19.05.1875—1918), химик
- Рихард (1877—1947)
- Альфред (1878—1950)
- Борис (1880—1934)
- Арист (1881—1943)
- Александр (22.01.1883—1945), в 1909 году женился на Адель Трейман
- Василий (1898—1913)

Его сыновья, Рихард и Альфред, пошли по стопам отца, также окончили медицинскую академию, после чего, активно включились в практическую и исследовательскую работу своего отца; Арист стал провизором. Благодаря этому, на свет появилось «Товарищество профессора доктора Пеля и сыновей» (Аптека, 7-я линия ВО, № 16, угол Большого пр.); в 1983 году там был создан Музей истории фармации; здание включено в Список вновь выявленных объектов, представляющих историческую, научную, художественную или иную культурную ценность.
Кроме аптеки в собственности Пелев была в Петербурге фармацевтическая фабрика, а также филиалы в Нижнем Новгороде и Новосибирске. После 1927 года большая часть представителей этого рода эмигрировала.